# Primal Carnage
Primal Carnage es un videojuego multijugador en línea desarrollado por Lukewarn Media de PC. Sitúa al jugador en el campo de batalla entre un grupo de mercenarios atrapados en una isla y dinosaurios depredadores, dando la oportunidad de elegir entre uno de los dos bandos. El juego se sitúa en una isla donde la empresa Phoenix corp a logrado RECREAR  dinosaurios estos escapan y la empresa contrata a unos mercenarios. También está el juego "primal Carnage extinción" y el cancelado "primal Carnage génesis"  y recientemente se an lanzado teasers de un nuevo juego solamente para Playstation llamado "primal Carnage evolution"

## Historia
En una antigua isla de influencia militar, después de una prueba fallida, manadas de diferentes especies de dinosaurios quedan libres. Para recuperar lo que una vez fueron grandes complejos científicos y laboratorios, en los que se dieron vida a los seres prehistóricos, un grupo de letales mercenarios es enviado a la isla para controlar a las peligrosas criaturas ávidas de carne humana, y, en caso de no poder recuperar la isla, destruirlo todo.

## Bandos y clases
Dinosaurios
El bando de los dinosaurios se centra sobre todo en los ataques cuerpo a cuerpo, en el sigilo, y en la distracción para matar de forma eficaz y rápida. Cada una de las especies posee habilidades especiales y un rugido propio que da beneficios durante el combate. Mientras se controla a un dinosaurio, la vista es en tercera persona.
- Tiranosaurio Rex: "El lagarto tirano", pesando más de diez toneladas, es la especie de dinosaurio jugable con mayor fuerza y defensa del juego, dejando la velocidad de lado. A pesar de esto, en comparación a los humanos, es rápido y como gran depredador basta con que alcance a su presa para que el juego acabe.

- Novaraptor: en manada son cazadores ágiles y sigilosos, capaces de moverse por lugares por los que los dinosaurios más grandes no pueden pasar. Con ayuda de la garra que poseen en las patas traseras, son asesinos veloces que desaparecen sin dejar rastro en la maleza cuando dan muerte a su presa.

- Dilophosaurio: Es el único depredador jugable venenoso. Son criaturas bastante completas, rápidas, y sigilosas, que poseen también una gran fuerza. Entre los bosques frondosos son casi imperceptibles, desapareciendo en los arbustos gracias a su coloración para aparecer de repente, paralizando a sus presas con el veneno que expulsa por la boca.

- Pteranodon: Gracias a la capacidad de volar, es capaz de visualizar el campo de batalla desde una posición ventajosa, localizando al enemigo con rapidez y lanzándose en picada para agarrarlo, llevarlo hasta el cielo y soltarlo para dejarlo caer.

- Carnotauro: Como dice su nombre (toro carnívoro), embiste con ferocidad contra sus enemigos, derribándolos y lanzándolos por los aires. No tan fuerte como el Tiranosaurio ni tan rápido como el Raptor, es una especie muy completa aunque orientada más hacia la fuerza bruta.

- Spinosaurio: Es el más grande de todos, pero no el más rápido. Es un depredador bastante fuerte, pero por desgracia, es tan grande que no puede ocultarse fácilmente entre los árboles. Es capaz de coger humanos con las garras y lanzarlos lejos, o también puede comérselos. Este personaje es jugable en muy pocos niveles.

- Oviraptor: Es una Subclase de Novaraptor apareció a principios de la versión 1.3.0 como "skin Premium" que consta de 2 pieles, a partir de la 2.0 hay una piel principal y las otras son las muy raras

- Cryolophosaurus: Es una Subclase de Dilophosaurus apareció a principios de la versión 1.3.0 como "skin Premium" que consta de 2 pieles, a partir de la 2.0 hay una piel principal y las otras son las muy raras. Al igual que el dilo son "Jóvenes"

- Tupandactylus: Es una Subclase de Pteranodon apareció a principios de la versión 1.3.0 como "skin Premium" que consta de 2 pieles, a partir de la 2.0 hay una piel principal y las otras son las muy raras. A partir de la 2.0 tendrá un icono de rugido diferente.

- Ceratosaurus: Es una Subclase de Carnotaurus que está en proceso de desarrollo aparecerá en la versión 2.0 o posterior.

- Acrocanthosaurus: Es una Subclase de Tyrannosaurus que está en proceso de desarrollo aparecerá en la versión 2.0 o posterior.

- Pachycephalosaurus: Es una Subclase de Carnotaurus que está en proceso de desarrollo aparecerá en la versión 2.0 o posterior. Es el primer dino jugable herbívoro.

Mercenarios
Los mercenarios, a diferencia de los dinosaurios, se basan más en el trabajo en equipo y en el apoyo mutuo, utilizando armas de fuego a distancia. Cada tipo tiene sus diferentes habilidades y tres tipos de armas diferentes. Usando a un humano, la vista es en primera persona.
- Comando (Marcus Tyler): Experimentado militar capaz de provocar una lluvia de plomo sobre sus víctimas. Por su amplia reserva de balas y con un lanzagranadas como arma, es un difícil adversario incluso para el Tiranosaurio.

- Científica (Moira Hart): Experta tiradora conocedora de la caza, de mirada de águila y objetivo preciso, le es fácil destruir a sus víctimas. Cuando el peligro está presente y muy cerca, es una de esas personas que nunca se ponen nerviosas cuando las cosas se tuercen.

- Explorador (Joseph Crane): Maestro en la supervivencia, se mueve preparado para lo que pueda suceder, sirviendo como guía y ayudando a los demás mercenarios. Armado con una escopeta y deslumbrantes bengalas, es eficaz pase lo que pase.

- Trampero (Jackson Stone): Usuario de dos pistolas. Orgulloso y bromista, inmoviliza a sus presas utilizando redes, aunque con las dimensiones de algunos de los habitantes de la isla eso no es muy útil, como el caso del T-Rex.

- Pirómano (Angus McLaughlin): La clase defensiva de los mercenarios. Su arma es única, ya que es una mezcla entre motosierra y lanzallamas, destructiva combinación mientras se utilice a corto alcance. También utiliza granadas de mano que provocan enormes explosiones que alcanzan un gran perímetro.

## Escenarios
En el juego se dan cinco escenarios diferentes, que alternan zonas abiertas con cerradas, dando ventaja a humanos y dinosaurios en diferentes ambientes. Lukewarn Media aseguró que en un futuro después de que el juego viese la luz, se desarrollarían escenarios nuevos descargables.

## Criaturas no jugables
Mientras se creaba el juego, los desarrolladores quisieron incluir otros dinosaurios y criaturas prehistóricas que dificultasen a ambos bandos en los diferentes escenarios, según se avanza en el juego. Son las siguientes:
- Ankylosaurus
- Brachiosaurus
- Parasaurolophus
- Stegosaurus
- Triceratops
- Liopleurodon
- Iguanodon (este dinosaurio también aparece en los diferentes mapas en forma de cadáver, sirviendo como fuente de alimento para recuperar energía en caso de que el jugador se encuentre débil debido a la batalla)

## Recepción en el mercado
Primal Carnage ha recibido críticas positivas desde su estreno, gracias a la igualdad entre los dos bandos, los modelos, colores y efectos realistas de los dinosaurios, y la banda sonora del juego en general. A pesar de tan buenas críticas, el juego tiene escasas modalidades, de las cuales la que más destaca es la modalidad de "Duelo a muerte". IGN le dio un 7.6 sobre 10.